# Leptochilus labrosus
Leptochilus labrosus är en stekelart som beskrevs av Parker 1966. Leptochilus labrosus ingår i släktet Leptochilus och familjen Eumenidae. Inga underarter finns listade i Catalogue of Life.